# Alwiyat Saif al-Cham
Alwiyat Saif al-Cham  (arabe : ألوية سيف الشام, « Les Brigades des épées du Levant » ) est un groupe rebelle de la guerre civile syrienne.

## Affiliations
Alwiyat Saif al-Cham est affilié à l'Armée syrienne libre et il fait partie de la cinquantaine de brigades de l'ASL qui forment le Front du Sud le 14 février 2014,,.

## Effectifs et commandement
En 2015, Alwiyat Saif al-Cham revendique 4 000 combattants,. Le groupe est constitué de plusieurs brigades, notamment le Liwa Ezz et le Liwa Saeed al-Masih (« La Brigade de Jésus Christ »), formée afin de se concilier les populations chrétiennes.
Le groupe est dirigé par Abou Salah al-Shami et son chef militaire est le major Khalil al-Zawara,.

## Zones d'opérations
Le groupe est initialement actif dans le gouvernorat de Rif Dimachq, il prend notamment part à la bataille de Damas en 2012. Il s'étend ensuite aux gouvernorats de Deraa et Qouneitra. 

## Armement

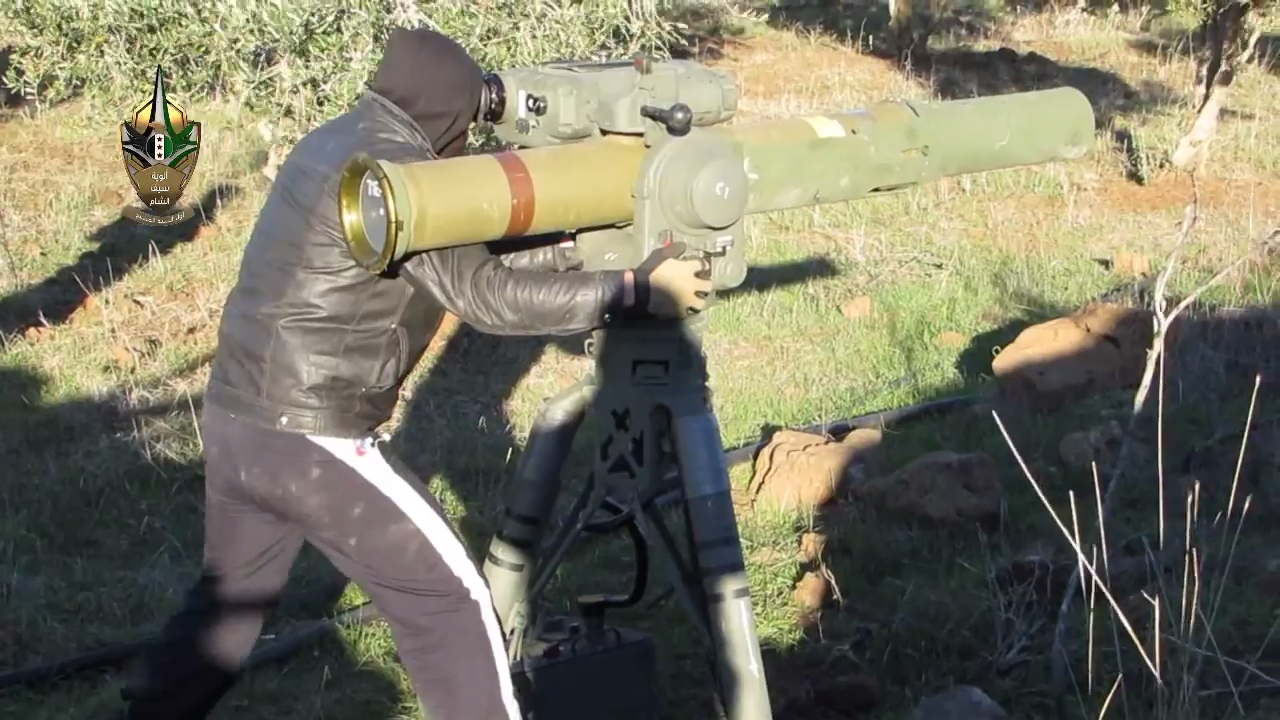
Un combattant d'Alwiyat Saif al-Cham avec un BGM-71 TOW, le 25 décembre 2014.

Alwiyat Saif al-Cham fait partie des brigades rebelles soutenues par les États-Unis qui bénéficient de livraisons de missiles antichar BGM-71 TOW.